# 克勞福德鎮區 (愛荷華州麥迪遜縣)
克勞福德鎮區（英語：Crawford Township）是位於美國愛荷華州麥迪遜縣的一個行政鎮區。

## 地方資料
根據2010年美國人口普查的數據，克勞福德鎮區的面積為86.65平方千米，當中陸地面積為86.58平方千米，而水域面積為0.07平方千米。當地共有人口693人，而人口密度為每平方千米8人。